# Абраменки (Смоленская область)
Абраменки — деревня в Смоленском районе Смоленской области России. Входит в состав Новосельского сельского поселения. Население — 13 жителей (2007 год). 

## География
Расположена в западной части области в 23 км к северо-западу от Смоленска, в 11 км северо-восточнее автодороги Р133 Смоленск — Невель, на берегу реки Лущенка. В 23 км южнее деревни расположена железнодорожная станция Куприно на линии Смоленск — Витебск. 

## История
До 1961 года входила в упразднённый Касплянский район.
В годы Великой Отечественной войны деревня была оккупирована гитлеровскими войсками в июле 1941 года, освобождена в сентябре 1943 года. 
В книге Сожжённые деревни России, 1941–1944: Документы и материалы (2017) приводятся документальные свидетельства о зверствах фашистов.
№ 253
Из протокола допроса жительницы сожжённой деревни Абраменки Касплянского района И.С. Митченковой. д. Абраменки  14 сентября 1947 г. (НАРБ. Ф. 1363. Оп. 1. Д. 2385. Л. 34–35об. Подлинник. Рукопись) 
[…] ВОПРОС. Где Вы проживали и чем занимались в период временной оккупации Касплянского района немецкими захватчиками?
ОТВЕТ. В период временной оккупации немецкими захватчиками Касплянского района, я проживала в деревне Абраменки, где работала на своём сельском хозяйстве.
ВОПРОС. Расскажите, что Вам известно о карательной экспедиции немецких захватчиков 12 мая 1942 года?
ОТВЕТ. Утром 12 мая в 8 часов утра или в 9 я вышла из своего дома и увидела, как по деревне проехало несколько верховых немецких солдат, потом прошли пешие немцы, через некоторый период времени за деревней послышалась стрельба. Стрельба эта постепенно перешла в деревню, в мой дом вбежало несколько немцев с оружием наизготовку, обыскали дом, и выбежали. После этого я в окно своего дома видела, как гражданин нашей деревни Примак Роман, вышел со своего дома с какой-то бумагой и пошёл к стоящему немцу. Второй немец, который бежал по деревне, из винтовки выстрелил в Романа и убил его. На моих глазах пробежал ещё немец и выстрелил с винтовки в Мажорову Полину. После я узнала, что ей прострелили платок, и на голове пулей была обожжена кожа, но немца, который стрелял, я не могу опознать. После этого, я услышала над головой треск, и увидела, что горит мой дом. Тогда я выскочила с горящего дома и кустами побежала за деревню. Мимо меня просвистело несколько пуль, но я благополучно ушла из деревни. Примерно в 1 час дня, я вернулась в деревню. В деревне в это время уже сгорело 30 домов, и было расстреляно 16 человек. Я видела трупы, часть из них была обгорелой, т.е. трупы, которые мало обгорели, имели следы пуль в разные части тела.
№ 394
Из протокола допроса бывшего военнослужащего 246-й пехотной дивизии Хайнриха Хербета. г. Витебск  7 июля 1947 г. (НАРБ. Ф. 1363. Оп. 1. Д. 7385. Л. 10–14. Подлинник. Рукопись)
[…] ВОПРОС. Где Вы принимали участие в экспедиции против партизан?

ОТВЕТ. В экспедиции против партизан я принимал участие в Смоленской области в деревне Абраменко* /*правильно Абраменки/. 5–10 мая 1942 года в составе 246-й ветеринарной роты 246-й пехотной дивизии. 

ВОПРОС. Какие злодеяния были проделаны вашей 246-й ветеринарной ротой во время этой экспедиции?

ОТВЕТ. Нашей 246-й ветеринарной ротой во время этой экспедиции была сожжена деревня Абраменко вместе с находившимися в домах людьми, население, пытавшееся бежать из горящих домов, большинство расстреливалось. 

ВОПРОС. Принимали ли Вы сами участие в расстреле мирных граждан деревни Абраменко и сожжении домов? 

ОТВЕТ. В деревне Абраменко домов я не сжигал, но в расстреле участвовал и сам лично расстрелял из карабина 5 женщин деревни Абраменко.

ВОПРОС. Расскажите подробно момент расстрела 5 советских женщин в деревне Абраменко?

ОТВЕТ. Приблизительно между 5 и 10 мая 1942 г. наша экспедиционная группа прибыла в деревню Абраменко, это было в 7 часов 30 минут утра, и подвергли деревню обыску, но в деревне ничего не нашли, кроме женщин и детей. После обыска мы услышали в соседней деревне бой и по приказу командира роты пошли в наступление на эту деревню, где шёл бой. Мы отошли от деревни 500 метров, как с трёх сторон были обстреляны и мы не смогли дальше продвигаться. Через два часа командир роты оберштабсветеринар Шнабель отдал приказ вернуться в деревню Абраменко, спалить её вместе с населением и кто попытается 
бежать из домов, расстреливать. Мы собрали раненых, сгруппировались и приступили к выполнению приказа. Одна группа, назначенная командиром роты Шнабелем, приступила сжигать дома, а другая группа , в том числе и я, была назначена для расстрела людей, бежавших из пылающих домов. Наш взвод при этом расстрелял приблизительно 30–35 человек стариков, женщин и детей. Расстрел происходил следующим образом: командир роты Шнабель стоял в пулемётной ячейке, а мы, 
часть стояла в траншее, а часть маскировались за домами, и Шнабель, как только видел людей, отдавал приказ стрелять, стреляли по два—три человека в одного и поодиночке, я стоял за домом и расстреливал из карабина. Таким образом, я расстрелял приблизительно 5 женщин. 

ВОПРОС. Что Вы сделали с этими убитыми людьми?

ОТВЕТ. Оставили их лежать потому, что на нас напирали партизаны и мы вынуждены были отступить из деревни Абраменко.

ВОПРОС. Сколько всего было домов и сожжено человек в деревне Абраменко вашей экспедицией?

ОТВЕТ. Точно я сказать не могу, но думаю, не меньше 100 человек.

ВОПРОС. Где Вы, в том числе и ваша 246-я ветеринарная рота в это время дислоцировалась?

ОТВЕТ. Мы дислоцировались в 20–25 км северней Смоленска в деревне Васильево. 

ВОПРОС. Где располагается деревня Абраменко?

ОТВЕТ. Деревня Абраменко располагается 50–60 км северо-восточнее Смоленска.